# Jaboticaba
Plinia cauliflora
Pour les articles homonymes, voir Jaboticaba (homonymie).
Espèce
Classification APG III (2009)
Le jaboticaba (originellement  jabuticabeira) ou guapuru, également appelé vigne brésilienne, jabotica, guaperu, hivapuru, sabará ou ybapuru (Plinia cauliflora), est une espèce de plantes à fleurs de la famille des Myrtaceae. C'est un petit arbre à fruits natifs de la région du Minas Gerais dans le sud-est du Brésil et du nord est de la Bolivie.
Les fruits (jaboticabas) de plusieurs espèces partagent le même nom vernaculaire ; il s'agit de Myrciaria jaboticaba (pt) (Vell.) O.Berg, M. tenella (DC.) O.Berg, et M. trunciflora O.Berg.
Le nom dérive des vieux termes tupi Jabuti (« tortue ») et Caba (« lieu »), ce qui signifie le lieu où on trouve des tortues.

## Description

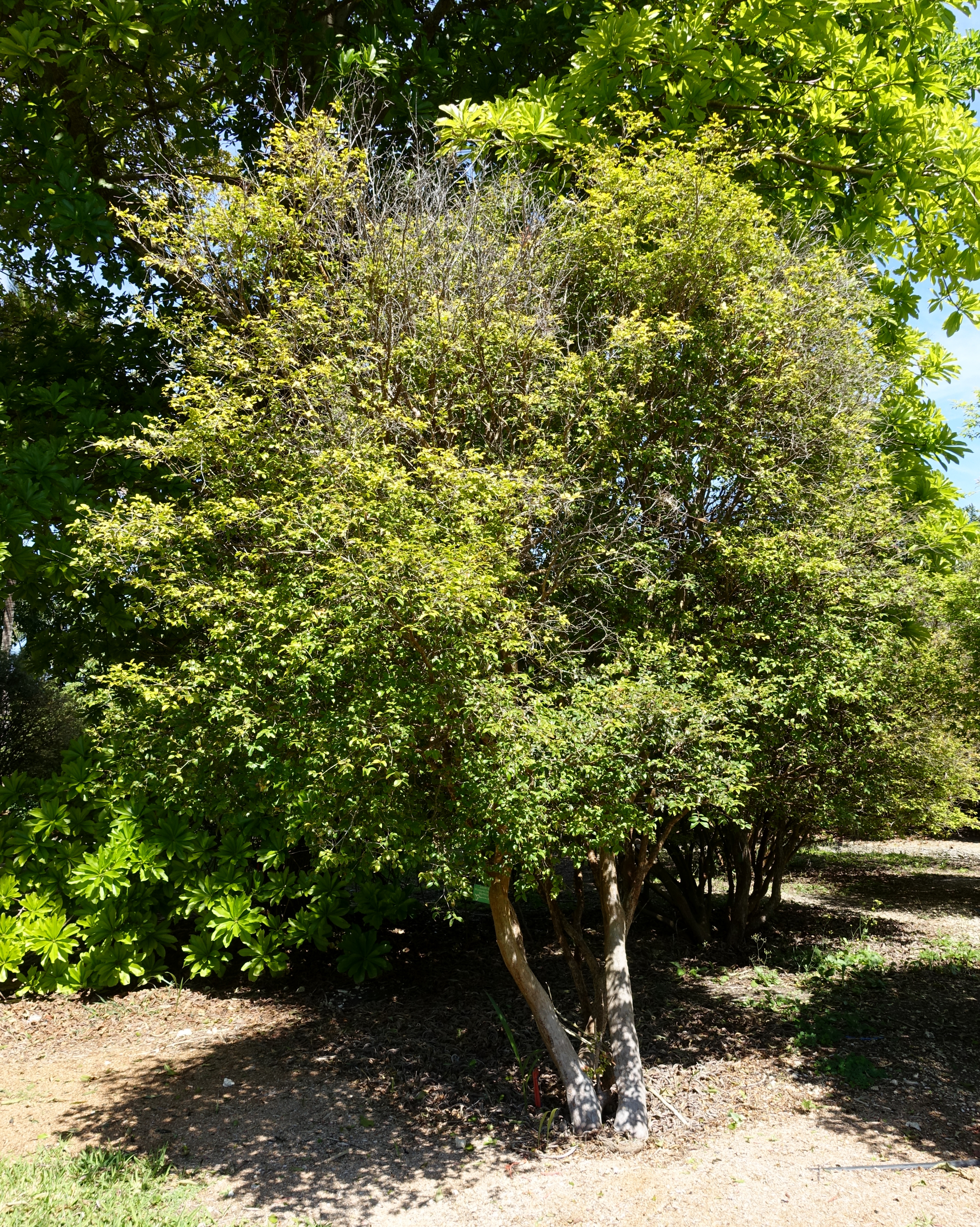
Jaboticaba.

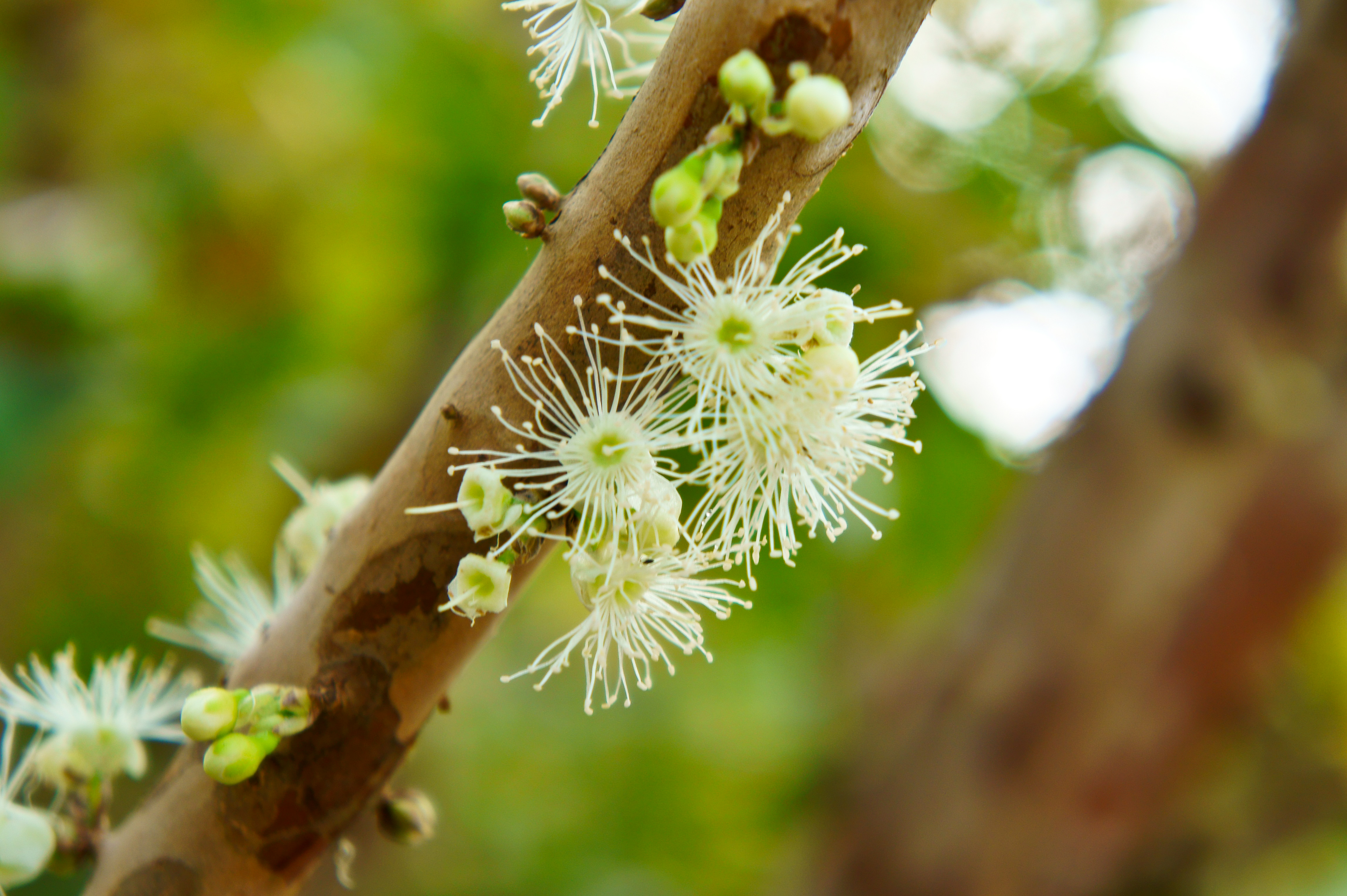
Fleurs.

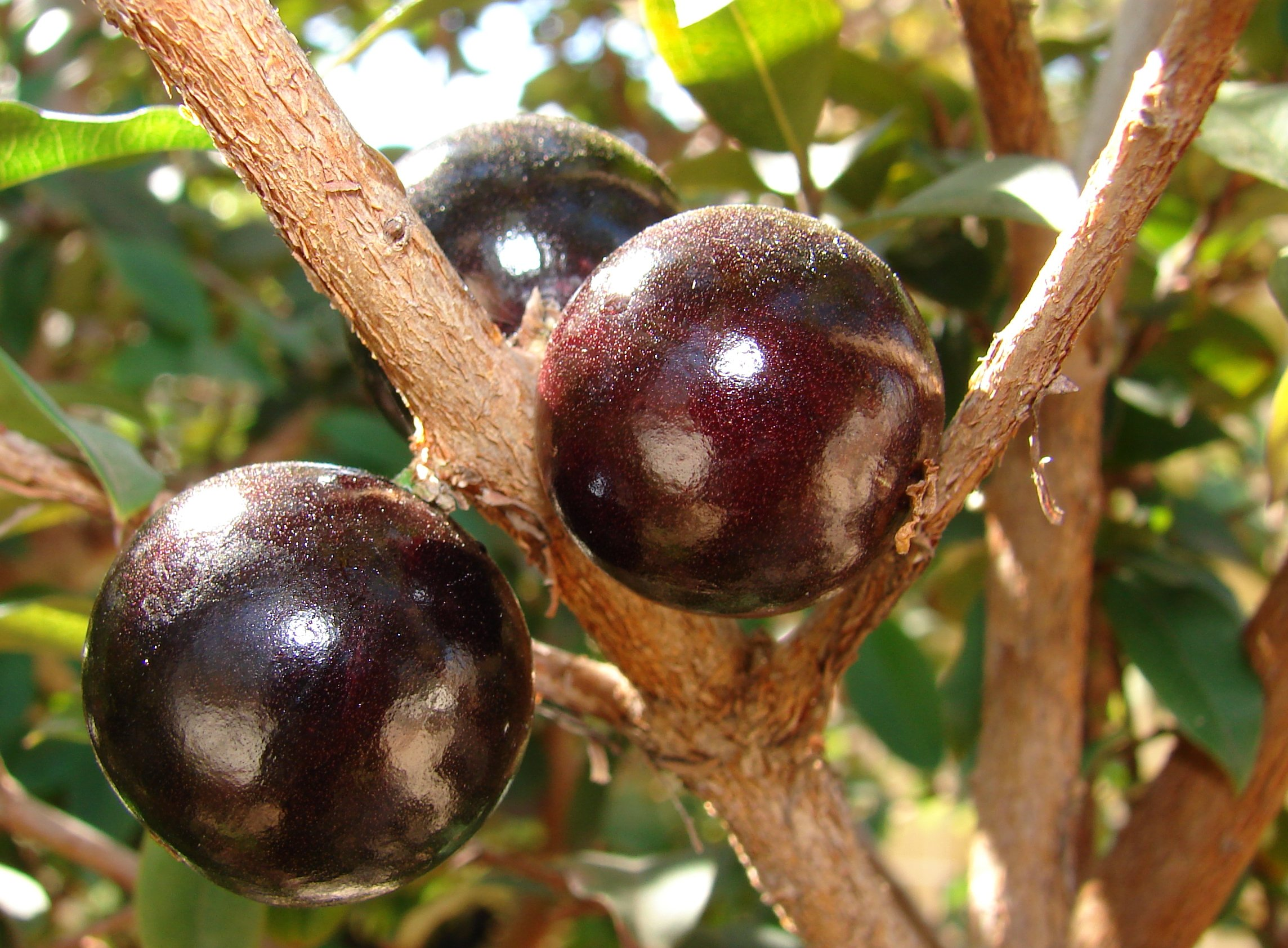
Fruits.

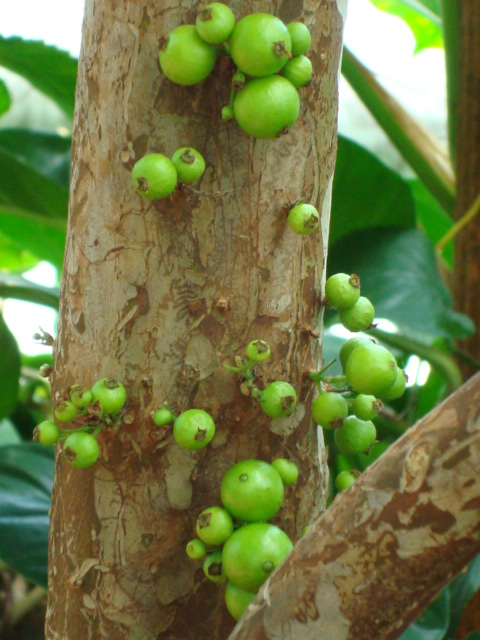
Fruits immatures.

Feuillage.

Le jaboticaba est un arbre cauliflore à croissance lente qui préfère les sols humides, faiblement acides. Il s'adapte largement, cependant, et pousse même avec satisfaction sur des sols alcalins type sable de plage, aussi longtemps qu'il est sarclé et irrigué.
Il possède des feuilles couleur saumon quand elles sont jeunes, tirant sur le vert ultérieurement.
Ses fleurs blanches poussent directement sur le tronc. Dans la nature l'espèce ne fleurit et fructifie habituellement qu'une ou deux fois par an, mais lorsqu'elle est continuellement irriguée, elle fleurit fréquemment et des fruits frais peuvent être produits tout au long de l'année dans les régions tropicales.
Le fruit est noir-pourpre, mesure 3–4 cm de diamètre, et contient de un à quatre grosses graines. Il possède une pulpe blanche et sucrée ou rose et gélatineuse.

## Utilisation
Commun sur les étals de marchés brésiliens et Boliviens ,  le jaboticaba est largement consommé cru. Le fruit frais commence à fermenter trois ou quatre jours après la cueillette, ainsi il est souvent utilisé pour préparer des confitures, des tartes, des jus, des vins forts, et des liqueurs.

## Composition
(juin 2020).
Plusieurs composants potentiellement antioxydants et anti-inflammatoires ont été isolés du fruit.
Le fruit du jaboticaba a été utilisé pour le traitement de maladies respiratoires ainsi que l’amygdalite chronique et l’asthme.
La jaboticabine, molécule trouvée abondamment dans l’écorce de ses fruits, et le 3,3′-dimethylellagic acid-4-O-sulfate issu de son bois, sont deux molécules polyphénoliques aux propriétés anti-inflammatoires similaires.
La jaboticabine a été testée in-vitro pour le traitement de maladie pulmonaire obstructive chronique (MPOC) chez la souris et a démontré des résultats prometteurs. Cependant, les autres polyphénoliques trouvés dans le bois du jaboticaba ne seraient pas aussi actifs que la jaboticabine.

## Aspects culturels
L'arbre est apparu comme une charge dans les armoiries de Contagem, Minas Gerais, Brésil.

## Synonymes
- Myrtus cauliflora Mart.
- Eugenia cauliflora (Mart.) DC.
- Myrciaria cauliflora (Mart.) O.Berg - Ce dernier nom est encore très répandu pour nommer l'espèce, cependant il est de moins en moins accepté dans la littérature scientifique[5]